# Thám hiểm câu cá
Thám hiểm câu cá là một thuật ngữ không chính thức, đầy tính miệt thị khinh thường đối với một cuộc tìm kiếm săn lùng thông tin nào đó (mà phần lớn thông tin là không cụ thể, và đặc biệt là tìm kiếm thông tin buộc tội). Cuộc thám hiểm săn lùng này thường được tổ chức bởi các giới trức trách cảnh sát.

## Lãnh vực báo chí
Trong giới báo chí tại Vương quốc Anh, chuyện kể lại rằng Abu Hamza và Yaser al-Sirri, Jim Davidson, và người quá cố Edward Heath là người đã phải hứng chịu cái chiến thuật này.
Theo lời kể của Ngài Nam tước David Hunt của Wirral thì nhiều bạn bè cũ của cố thủ tướng Edward Heath phàn nàn rằng Mike Veale, vị Cảnh sát trưởng của Wiltshire, đã tung ra một cuộc 'thám hiểm câu cá' trong một cuộc điều tra 'không đạt được gì hết mà đầy kỳ thị', tốn tới 1,5 triệu bảng Anh mà lại không đưa ra được 'bằng chứng thuyết phục' nào hết, cho thấy Heath đã từng tấn công tình dục bất cứ ai.

## Lãnh vực luật pháp
«Điều giới hạn duy nhất trong hiến pháp về việc săn kiếm theo trát hầu tòa này là nó không được vô cùng bao quát hoặc là một gánh vô cùng nặng nề. Nếu việc tuân thủ (trát tòa) sẽ đòi hỏi (đương sự) phải cung cấp hầu hết tất cả các hồ sơ của một doanh nghiệp, hoặc nếu gánh nặng của việc sắp xếp duyệt qua các hồ sơ sẽ gần như khiến hoạt động bình thường của doanh nghiệp bị dừng lại thì trát hầu tòa sẽ mất hiệu lực. Có thể sự lầm lẫn lung tung xèng này là do cách dùng phương pháp ẩn dụ "thám hiểm câu cá" chăng! Thật vậy, thuật ngữ này thường được dùng để mô tả cái trát hầu tòa nào mà quá mơ hồ hoặc quá bao hàm».